# Park Narodowy „Tokinsko-Stanowoj”
Park Narodowy „Tokinsko-Stanowoj” (ros. Национальный парк «Токинско-Становой») – park narodowy w rejonie ziejskim w obwodzie amurskim w Rosji. Jego obszar wynosi 2528,93 km². Park został utworzony dekretem rządu Federacji Rosyjskiej z dnia 20 grudnia 2019 roku. Większość terytorium parku stanowi dotychczasowy zapowiednik „Tokinskij” utworzony w 2010 roku. Park znajduje się na północny wschód od Rezerwatu Zejskiego. Zarząd parku znajduje się w miejscowości Zieja.

## Opis
Park obejmuje południowe zbocza Pasma Stanowego wraz z ich najwyższą częścią – pasmem Tokinskij Stanowik (Skalistyj Golec – 2467 m). Głównym zadaniem parku jest zachowanie niewielkiej populacji rzadkiego podgatunku owcy śnieżnej, który zamieszkuje tylko obwód amurski i Jakucję, a także ochronę głuszca czarnodziobego i żurawia syberyjskiego. Ważnym zadaniem parku jest zachowanie tradycyjnego stylu życia Ewenków, której integralną częścią kultury jest wypas reniferów tundrowych.
Najniżej na zboczach Pasma Stanowego rośnie tajga ze świerkami syberyjskimi i jodłami syberyjskimi. Powyżej znajduje się pas karłowatej sosny syberyjskiej. Jeszcze wyżej występują łąki subalpejskie i tundra górska. Są tu wygasłe wulkany, jeziora, rwące rzeki górskie i wodospady.
Rzeki zachodniej i środkowej części parku należą do zlewni rzeki Zeja, która wpada do Amuru. Rzeki części wschodniej należą do dorzecza rzeki Maja płynącej do wybrzeża Pacyfiku. Największym jeziorem jest Okonon (1,5 km²). Większość jezior ma pochodzenie lodowcowe.
Cechą pasma Tokinskij Stanowik jest wulkanizm późnego plejstocenu (lub późnego czwartorzędu), który utworzył rozległy płaskowyż wulkaniczny Toka-Tuksanian.
Na terenie parku odnotowano 28 gatunków roślin sklasyfikowanych jako rzadkie i zagrożone. Żyje tu około 240 gatunków kręgowców, w tym 45 gatunków ssaków i co najmniej 180 gatunków ptaków, m.in. piżmowce syberyjskie, cietrzewie zwyczajne, świstaki czarnogłowe, dzierzby brązowe, łasice syberyjskie i łosie euroazjatyckie.

## Klimat
Klimat jest surowy, kontynentalny, z gwałtownymi przejściami od zimy do lata. Średnia temperatura stycznia wynosi od –36 do – 40 °C; lipca od +15 do +17 °C. Roczne opady wahają się od 700 mm u podnóża gór do 800–1200 mm na wyżynach.